# Кракус
Кракус, Крак или Гракх (на полски: Krak) е полулегендарен княз на славянските племена лехити. Информация за него се черпи от хрониката на Галус Анонимус и преписите и преработките на Винсенти Кадлубек, в които се разказва как Крак убива огнедишащия Вавелски змей. След това юначество Крак се упоменава като основател на град Краков и първи строител на Вавелския замък.